# Breuci
Breuci var en illyrisk stam som bebodde området vid Savafloden i nuvarande norra Bosnien. Denna stam krigade mot den romerska ockupationen av Pannonien under åren 14 f.Kr. och 6 e.Kr. under den pannoniske ledaren Bato. Romarna med hjälp av scordisci besegrade dem.